# (32580) Avbalasingam
(32580) Avbalasingam est un astéroïde de la ceinture principale.

## Description
(32580) Avbalasingam est un astéroïde de la ceinture principale. Il fut découvert le 18 août 2001 à Socorro (Nouveau-Mexique) par le projet LINEAR. Il présente une orbite caractérisée par un demi-grand axe de 2,26 UA, une excentricité de 0,11 et une inclinaison de 7,0° par rapport à l'écliptique.